# Venin mortel
 (juillet 2013).
Pour plus de détails, voir Fiche technique et Distribution.
Venin mortel est un court métrage de et avec Farid Dms Debah, Yassine Dms Debah, Tom Leduc et Elodie Navarre, sorti en 1996

## Synopsis
Après une vie jugée gâchée, Eddy se remémore les moments forts de son existence, l'ayant entraîné dans l'engrenage interminable de la drogue. Mais il n'est plus temps de faire des reproches à son entourage, juste de constater l'ampleur des dégâts. Une forte dose et tout bascule jusqu'au délire, jusqu'à la mort.

## Fiche technique
- Titre original : Venin Mortel
- Titre alternatif : Spiritual Death
- Réalisation : Farid Dms Debah
- Scénario : Farid Dms Debah
- Musique : Yassine Dms Debah
- Montage : Farid Dms Debah
- Producteurs : Yassine Dms Debah et Farid Dms Debah
- Production : Dms Productions
- Pays :  France
- Genre : court métrage
- Durée : 15 minutes
- Format : 1,85:1 - Couleur

## Distribution
- Yassine Dms Debah : Eddy
- Tom Leduc : le dealer
- Élodie Navarre : la petite amie
- Farid Dms Debah : l'ami d'enfance
- Hadia Dms Debah : la secrétaire
- Jérémy J. Vixen : le garçon des toilettes
- Franck Bouhbal : jeune dans la soirée
- Sandra Djian  : jeune dans la soirée
- Alexandra Garrigues : jeune dans la soirée
- Sandrine Ropert : jeune dans la soirée